# Nick McCarthy
Nicholas John McCarthy (Blackpool, Inglaterra, 13 de dezembro de 1974) é o guitarrista e backing vocal que fez carreira com a banda Franz Ferdinand, de Glasgow. Nasceu no Reino Unido, mas foi criado em Munique, Alemanha.
Em junho de 2016, Nick anunciou que estava deixando o Franz Ferdinand, para passar mais tempo com a sua família e se dedicar a outros projetos musicais. A banda, contudo, não descartou sua volta em futuros trabalhos.